# قيثارة لاتينية

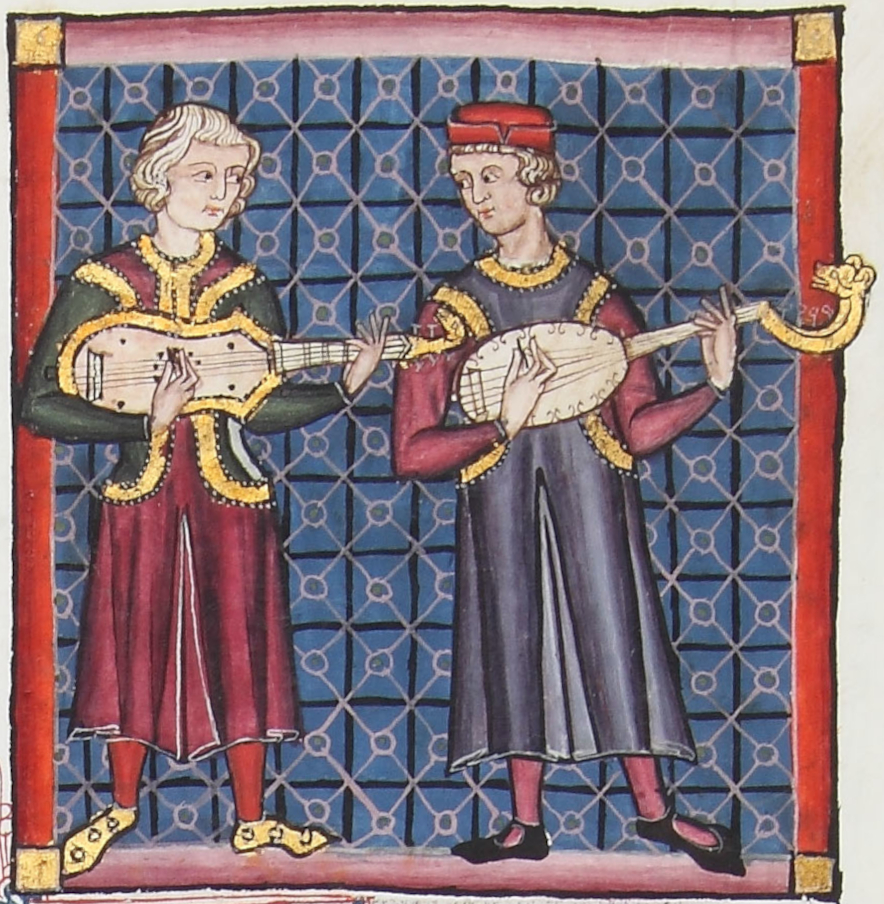
صورة غير معنونة من كانتيجاس دي سانتا ماريا، قشتالة/إسبانيا، حوالي 1300-1340. سميت الآلة على اليسار guitarra latina (قيثارة لاتينية) و citole. أما الآلة على اليمين فسميت guitarra morisca (قيثارة مورسكية).

القيثارة اللاتينية (بالإسبانية: guitarra latina)‏ هي آلة وترية منقورة من حقبة العصور الوسطى في أوروبا. يضم أوتارا منفردة غير متقاربة ويعزف عادة باستعمال ريشة. يظهر هذا الغيترن أو السيتول ذو الجوانب المنحنية في النص الموسيقي كانتيجاس دي سانتا ماريا من العصور الوسطى، ويظهر معه غيترن آخر هو القيثارة المورسكية.

## وصلات خارجية
- مقطع يوتوب